# Jakob Oraže
Jakob Oraže, auch: Jakob Orasche (geboren am 17. Juli 1902 in Sele-Fara; hingerichtet am 29. April 1943 in Wien) war ein Widerstandskämpfer gegen den Nationalsozialismus in Kärnten.

## Leben
Nach dem Tod des Vaters übte der Onkel Michael seit 1907 die Vormundschaft über die Neffen Jakob und Sebastian aus. Nach dem Besuch der slowenischen Volksschule, in der er nur in den letzten Schuljahren eine Stunde Deutschunterricht erhielt, arbeitete er bis 1927 in der Landwirtschaft und als Holzarbeiter in Unterjug. 1939 und 1940 wurde er ausgemustert. 1939 floh er als Holzarbeiter in Trögern an der Grenze zu Jugoslawien mit seinem Wehrpass nach Jugoslawien, weil er – wie er später vor Gericht angab – sich von den Grenzbeamten schikaniert fühlte.
Nach der heimlichen Rückkehr nach Kärnten im Frühjahr 1941 mit Thomas Olip und Josef Malle lebte er mit anderen Deserteuren im Wald versteckt. Jakob wurde mit Thomas Olip zunächst in der väterlichen Scheune und dann im Bunker am Setiče und am Hlipovčnikgraben von Franc Pristovnik mit Nahrungsmitteln versorgt. Bei der Aussiedlung der Eltern der Familie Olip half er den Brüdern Johann, Peter und Valentin, Fleisch- und Fettvorräte beiseitezuschaffen und wusste auch, dass sie in Zell-Winkel einen Bunker errichtet hatten. Im Frühjahr 1942 traf er im Haus von Franc Pristovnik mit Johann Oraže zusammen, mit dem er über seine Flucht nach Slowenien sprach. Mit Thomas Olip übernahm er von Johann Doujak Waffen, die an Johann Županc weitergeleitet wurden.
Am 4. Oktober 1943 wird Jakob in einem Bericht des Politkommissärs Stane Mrhar an die Zentrale der Osvobodilna fronta in Slowenien erwähnt; es heißt dabei, er komme als Partisan nicht in Frage, da er gehbehindert sei. Als der Bunker am 1. Dezember 1942 von der Polizei gestürmt wurde, war Jakob Oraže auf der Jagd und kam erst gegen Abend zurück. Dabei kam es zu einer Schießerei, bei der er am Fuß verletzt wurde. Auch er wurde am 9. April 1943 mit 13 Mitangeklagten zum Tode verurteilt und am 29. April im Wiener Landesgefängnis hingerichtet. 1949 wurde seine Leiche mit denen der anderen Widerstandskämpfer von Zell/Sele exhumiert und bei der Kirche von Zell-Pfarre beigesetzt.